# バンゲリングベイ (キックボクシングジム)
バンゲリングベイは、2003年に新田明臣によって設立されたキックボクシングジムである。2007年からの一時期は、「特定非営利活動法人バンゲリングベイ」が運営していたが、2019年現在では「株式会社バンゲリングベイ」による運営がされている。2019年9月現在、恵比寿に3カ所と駒沢にジムを構えている。2018年5月には、福島県郡山市に姉妹店として「バンゲリングベイ福島」をオープンしている。

2022年9月28日、現在展開している恵比寿／駒沢エリアのみならず、海外も含めたより多くの人に『バンゲ』を体験していただき、ウェルビーイングな社会を作り上げていく一助になることを目的として、ブランド名及びロゴの変更を行う。
ジムのブランド名は、会員様を中心に長年愛称として親しまれてきた『バンゲ』に。ロゴも格闘技ではなく、老若男女に親しまれるフィットネスブランドであることを大切に制作。強くなるためではなく、キックボクシングを軸に世界中に輝く人たちを生み出していきたいという想いが込められている。

## 選手
- 寒川直喜
- KOICHI
- 中島弘貴
- クレイジー・ヒル
- 藤原あらし